# 12-cage de Tutte
La 12-cage de Tutte est, en théorie des graphes, un graphe 3-régulier possédant 126 sommets et 189 arêtes.

## Propriétés

### Propriétés générales
Le diamètre de la 12-cage de Tutte, l'excentricité maximale de ses sommets, est 6, son rayon, l'excentricité minimale de ses sommets, est 6 et sa maille, la longueur de son plus court cycle, est 12. Il s'agit d'un graphe 3-sommet-connexe et d'un graphe 3-arête-connexe, c'est-à-dire qu'il est connexe et que pour le rendre déconnecté il faut le priver au minimum de 3 sommets ou de 3 arêtes.

### Coloration
Le nombre chromatique de la 12-cage de Tutte est 2. C'est-à-dire qu'il est possible de le colorer avec 2 couleurs de telle façon que deux sommets reliés par une arête soient toujours de couleurs différentes. Ce nombre est minimal.
L'indice chromatique de la 12-cage de Tutte est 3. Il existe donc une 3-coloration des arêtes du graphe telle que deux arêtes incidentes à un même sommet soient toujours de couleurs différentes. Ce nombre est minimal.

### Propriétés algébriques
Le groupe d'automorphismes de la 12-cage de Tutte est un groupe d'ordre 12 096.
Le polynôme caractéristique   de la matrice d'adjacence de la 12-cage de Tutte est : {\displaystyle (x-3)x^{28}(x+3)(x^{2}-6)^{21}(x^{2}-2)^{27}}. La 12-cage de Tutte est déterminée de façon unique par son spectre de graphe, l'ensemble des valeurs propres de sa matrice d'adjacence.